# Euagra haemanthus
Euagra haemanthus là một loài bướm đêm thuộc phân họ Arctiinae, họ Erebidae.